# Пановци
Пановци е село в Западна България. То се намира в Община Ихтиман, Софийска област.

## География
Село Пановци се намира в планински район. Пановци се намира в Западна България. То е в община Ихтиман, Софийска област. На 50 км се намира областният град София, а на 21 км се намира общинският град Ихтиман.

## Културни и природни забележителности
Наблизо остои река Вуковия.

## Редовни събития
Събор на Спасовден

## Други
Населението е около двама жители. Надморската височина на селото е 867 метра.